# Dirphya senegalensis
Dirphya senegalensis là một loài bọ cánh cứng trong họ Cerambycidae.